# Vrícké sedlo (666 m)
Vrícké sedlo nebo Vríčanské sedlo je horské sedlo na rozhraní Malé Fatry a pohoří Žiar v nadmořské výši 666 m. Název podle obce Vrícko, ležící v údolí severně od sedla.
Odděluje podsestavy Lúčanská Malá Fatra na západě a Sokol (pohoří Žiar) na východě. Nachází se mezi vrchy Beran (980 m) a Závozy (912 m). Severovýchodně od sedla začíná Kláštorská dolina, zatímco na jihozápadě Bazová dolina. Jihozápadně od sedla se nachází menší krasová oblast.

## Přístup
- Po silnici z obce Kľačno do Kláštera pod Znievom (spojnice horní Nitry s Turcom)
- Po  značené turistické trase Cesta hrdinů SNP (součást E8) z Fačkovského sedla do Vyšehradského sedla